# Tích Dương
Tích Dương (chữ Hán giản thể:昔阳县, âm Hán Việt: Tích Dương huyện) là một huyện thuộc địa cấp thị Tấn Trung, tỉnh Sơn Tây, Cộng hòa Nhân dân Trung Hoa. Huyện Tích Dương giáp Bình Định về phía bắc, Hòa Thuận về phía nam. Nơi nổi tiếng nhất của Tích Dương là hương Đại Trại, nơi Mao Trạch Đông tuyên bố Nông nghiệp học Đại Trại năm 1963. Huyện Tích Dương có 4 trấn và 16 hương. Các đơn vị này lại được chia thành 423 thôn hành chính. Huyện này có lượng giáng thủy trung bình 500–550 mm mỗi năm.

## Khí hậu
| Dữ liệu khí hậu của Tích Dương, elevation 940 m (3.080 ft), (1991–2020 normals, extremes 1981–2010) | Dữ liệu khí hậu của Tích Dương, elevation 940 m (3.080 ft), (1991–2020 normals, extremes 1981–2010) | Dữ liệu khí hậu của Tích Dương, elevation 940 m (3.080 ft), (1991–2020 normals, extremes 1981–2010) | Dữ liệu khí hậu của Tích Dương, elevation 940 m (3.080 ft), (1991–2020 normals, extremes 1981–2010) | Dữ liệu khí hậu của Tích Dương, elevation 940 m (3.080 ft), (1991–2020 normals, extremes 1981–2010) | Dữ liệu khí hậu của Tích Dương, elevation 940 m (3.080 ft), (1991–2020 normals, extremes 1981–2010) | Dữ liệu khí hậu của Tích Dương, elevation 940 m (3.080 ft), (1991–2020 normals, extremes 1981–2010) | Dữ liệu khí hậu của Tích Dương, elevation 940 m (3.080 ft), (1991–2020 normals, extremes 1981–2010) | Dữ liệu khí hậu của Tích Dương, elevation 940 m (3.080 ft), (1991–2020 normals, extremes 1981–2010) | Dữ liệu khí hậu của Tích Dương, elevation 940 m (3.080 ft), (1991–2020 normals, extremes 1981–2010) | Dữ liệu khí hậu của Tích Dương, elevation 940 m (3.080 ft), (1991–2020 normals, extremes 1981–2010) | Dữ liệu khí hậu của Tích Dương, elevation 940 m (3.080 ft), (1991–2020 normals, extremes 1981–2010) | Dữ liệu khí hậu của Tích Dương, elevation 940 m (3.080 ft), (1991–2020 normals, extremes 1981–2010) | Dữ liệu khí hậu của Tích Dương, elevation 940 m (3.080 ft), (1991–2020 normals, extremes 1981–2010) |
| Tháng                                                                                               | 1                                                                                                   | 2                                                                                                   | 3                                                                                                   | 4                                                                                                   | 5                                                                                                   | 6                                                                                                   | 7                                                                                                   | 8                                                                                                   | 9                                                                                                   | 10                                                                                                  | 11                                                                                                  | 12                                                                                                  | Năm                                                                                                 |
| --------------------------------------------------------------------------------------------------- | --------------------------------------------------------------------------------------------------- | --------------------------------------------------------------------------------------------------- | --------------------------------------------------------------------------------------------------- | --------------------------------------------------------------------------------------------------- | --------------------------------------------------------------------------------------------------- | --------------------------------------------------------------------------------------------------- | --------------------------------------------------------------------------------------------------- | --------------------------------------------------------------------------------------------------- | --------------------------------------------------------------------------------------------------- | --------------------------------------------------------------------------------------------------- | --------------------------------------------------------------------------------------------------- | --------------------------------------------------------------------------------------------------- | --------------------------------------------------------------------------------------------------- |
| Cao kỉ lục °C (°F)                                                                                  | 14.1 (57.4)                                                                                         | 18.1 (64.6)                                                                                         | 26.1 (79.0)                                                                                         | 34.5 (94.1)                                                                                         | 34.6 (94.3)                                                                                         | 39.7 (103.5)                                                                                        | 37.9 (100.2)                                                                                        | 33.7 (92.7)                                                                                         | 34.1 (93.4)                                                                                         | 27.5 (81.5)                                                                                         | 21.7 (71.1)                                                                                         | 14.5 (58.1)                                                                                         | 39.7 (103.5)                                                                                        |
| Trung bình ngày tối đa °C (°F)                                                                      | 2.5 (36.5)                                                                                          | 6.1 (43.0)                                                                                          | 12.4 (54.3)                                                                                         | 19.7 (67.5)                                                                                         | 25.2 (77.4)                                                                                         | 28.7 (83.7)                                                                                         | 29.3 (84.7)                                                                                         | 27.6 (81.7)                                                                                         | 23.6 (74.5)                                                                                         | 18.0 (64.4)                                                                                         | 10.4 (50.7)                                                                                         | 4.0 (39.2)                                                                                          | 17.3 (63.1)                                                                                         |
| Trung bình ngày °C (°F)                                                                             | −4.9 (23.2)                                                                                         | −1.6 (29.1)                                                                                         | 4.7 (40.5)                                                                                          | 12.1 (53.8)                                                                                         | 17.9 (64.2)                                                                                         | 21.7 (71.1)                                                                                         | 23.1 (73.6)                                                                                         | 21.5 (70.7)                                                                                         | 16.6 (61.9)                                                                                         | 10.3 (50.5)                                                                                         | 3.0 (37.4)                                                                                          | −3.0 (26.6)                                                                                         | 10.1 (50.2)                                                                                         |
| Tối thiểu trung bình ngày °C (°F)                                                                   | −10.4 (13.3)                                                                                        | −7.3 (18.9)                                                                                         | −1.5 (29.3)                                                                                         | 5.2 (41.4)                                                                                          | 10.9 (51.6)                                                                                         | 15.3 (59.5)                                                                                         | 18.1 (64.6)                                                                                         | 16.7 (62.1)                                                                                         | 11.1 (52.0)                                                                                         | 4.6 (40.3)                                                                                          | −2.4 (27.7)                                                                                         | −8.1 (17.4)                                                                                         | 4.4 (39.8)                                                                                          |
| Thấp kỉ lục °C (°F)                                                                                 | −25.7 (−14.3)                                                                                       | −23.7 (−10.7)                                                                                       | −17.4 (0.7)                                                                                         | −10.3 (13.5)                                                                                        | −2.8 (27.0)                                                                                         | 4.2 (39.6)                                                                                          | 9.3 (48.7)                                                                                          | 5.6 (42.1)                                                                                          | −2.3 (27.9)                                                                                         | −9.4 (15.1)                                                                                         | −21.7 (−7.1)                                                                                        | −25.1 (−13.2)                                                                                       | −25.7 (−14.3)                                                                                       |
| Lượng Giáng thủy trung bình mm (inches)                                                             | 3.5 (0.14)                                                                                          | 5.9 (0.23)                                                                                          | 10.4 (0.41)                                                                                         | 29.4 (1.16)                                                                                         | 40.6 (1.60)                                                                                         | 63.8 (2.51)                                                                                         | 140.5 (5.53)                                                                                        | 114.5 (4.51)                                                                                        | 63.5 (2.50)                                                                                         | 31.0 (1.22)                                                                                         | 14.6 (0.57)                                                                                         | 3.6 (0.14)                                                                                          | 521.3 (20.52)                                                                                       |
| Số ngày giáng thủy trung bình (≥ 0.1 mm)                                                            | 2.8                                                                                                 | 3.3                                                                                                 | 3.8                                                                                                 | 6.2                                                                                                 | 6.5                                                                                                 | 10.7                                                                                                | 14.0                                                                                                | 12.2                                                                                                | 9.0                                                                                                 | 6.3                                                                                                 | 3.8                                                                                                 | 1.9                                                                                                 | 80.5                                                                                                |
| Số ngày tuyết rơi trung bình                                                                        | 3.8                                                                                                 | 4.6                                                                                                 | 3.0                                                                                                 | 1.1                                                                                                 | 0                                                                                                   | 0                                                                                                   | 0                                                                                                   | 0                                                                                                   | 0                                                                                                   | 0.2                                                                                                 | 2.5                                                                                                 | 2.8                                                                                                 | 18                                                                                                  |
| Độ ẩm tương đối trung bình (%)                                                                      | 49                                                                                                  | 48                                                                                                  | 45                                                                                                  | 47                                                                                                  | 50                                                                                                  | 60                                                                                                  | 74                                                                                                  | 77                                                                                                  | 73                                                                                                  | 65                                                                                                  | 56                                                                                                  | 49                                                                                                  | 58                                                                                                  |
| Số giờ nắng trung bình tháng                                                                        | 182.9                                                                                               | 174.3                                                                                               | 208.2                                                                                               | 231.0                                                                                               | 252.1                                                                                               | 223.9                                                                                               | 195.2                                                                                               | 194.9                                                                                               | 187.0                                                                                               | 190.5                                                                                               | 177.7                                                                                               | 179.6                                                                                               | 2.397,3                                                                                             |
| Phần trăm nắng có thể                                                                               | 59                                                                                                  | 57                                                                                                  | 56                                                                                                  | 58                                                                                                  | 57                                                                                                  | 51                                                                                                  | 44                                                                                                  | 47                                                                                                  | 51                                                                                                  | 56                                                                                                  | 59                                                                                                  | 61                                                                                                  | 55                                                                                                  |
| Nguồn: China Meteorological Administration                                                          | | | | | | | | | | | | | |